# Hyllisia shembaganurensis
Hyllisia shembaganurensis là một loài bọ cánh cứng trong họ Cerambycidae.